# Château de Tresneau
Le château de Tresneau (orthographié parfois Traineau, Traisneau ou encore Treneau) est un château situé sur la grande route de Paris au Mans, à vingt-deux lieues de Paris, dans la paroisse de Thimert et Ardelles, généralité d'Alençon. Le fief dépend à l'origine de la baronnie de Châteauneuf-en-Thymerais. Le manoir de Tresneau, attesté depuis le XVIe siècle, est transformé ultérieurement en château puis vendu comme bien national à la Révolution Française avant d'être détruit au début du XIXe siècle. Aujourd'hui, seuls une partie des fossés et quelques reliquats de murs attestent de l'emplacement du château disparu.

## La seigneurie de  Tresneau: maîtres et serviteurs
À l'origine, le fief est vassal de la baronnie de Châteauneuf et chaque seigneur se doit de lui rendre foi et hommage. Il y a l'ancien Tresneau dont restait une motte féodale en 1850 et le nouveau Tresneau, fortifié de murs et fossés à pont-levis. 

### Les seigneurs, duXVIesiècleauXVIIIesiècle

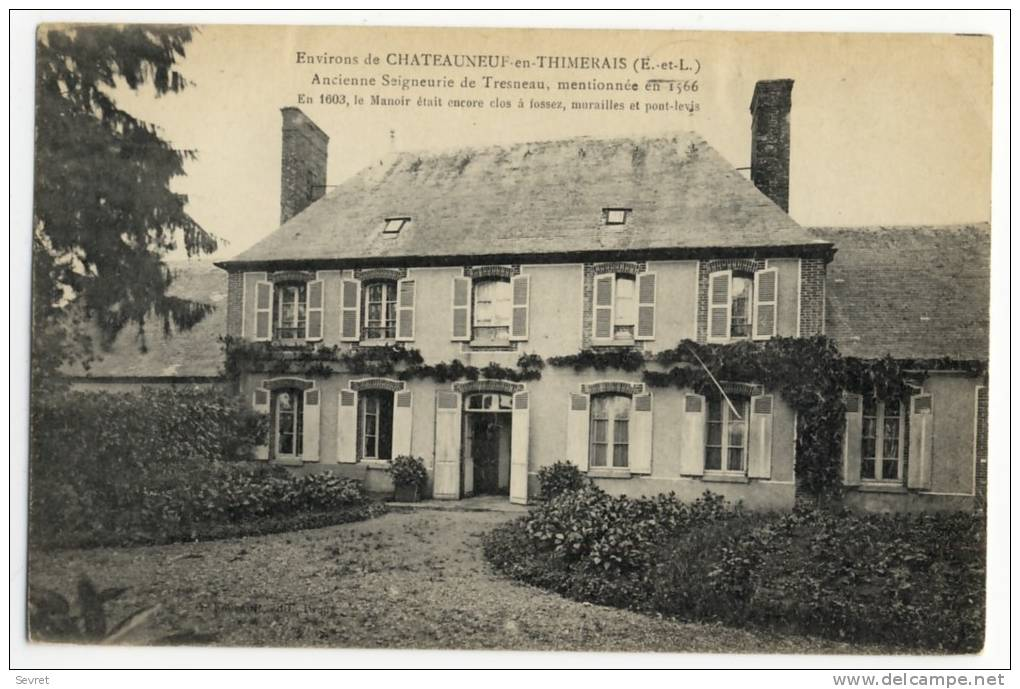
L'actuelle ferme de Tresneau.

Au XVIe siècle, la seigneurie de Tresneau est dans le giron de la famille de Gruel. Philibert de Gruel demande, le 17 juin 1574, au maçon Nicolas Huret de procéder à un agrandissement du château. Au XVIIe siècle, elle appartient successivement à Louis Auzeray de Durie, Pierre de Sabrevois, seigneur de Boissard, David O'Mahony, seigneur de Mosny et Charles Roze, seigneur de Champignolle en Normandie. Le 12 juin 1691, ce dernier prête foi et hommage à la baronnie de Châteauneuf pour l'ancien et le nouveau Tresneau. En 1714, Charles Roze cède la seigneurie à Jean-Baptiste-François Desmarets qui la vend le 26 juillet 1717 à Jacques-Théodore Parat. Celui-ci l'achète pour son frère, Jérôme Parat, seigneur de Puitsneuf qui lui succède en 1739. Elle reste dans la famille Parat jusqu'en 1761. À cette date, Jérôme-Louis Parat de Mangeron, receveur général des finances de Lorraine, vend la seigneurie à Marie-Jeanne-Catherine Moreau de Séchelles, épouse de François-Marie Peyrenc de Moras, moyennant 358 400 livres. Elle est acquise pour 525 000 livres, en 1773, par François-Antoine de Flandre de Brunville, procureur du roi au Châtelet de Paris. Il a alors 28 ans. Le 28 avril 1781, Louise-Adelaïde Durey de Meinières, veuve du comte de Guitaut, l'achète 750 000 livres. À la Révolution, la propriété est confisquée, démembrée et vendue comme bien national, dès l'an II. Le château n'est vendu que le 25 messidor an V à un avocat de Versailles, Charles-Théodore Maupin, moyennant la somme de 52 600 francs. Parmi les propriétaires figurent des personnages illustres comme le maréchal de France, Jean-Baptiste-François Desmarets, et le ministre de Louis XV, François Marie Peyrenc de Moras, enfin dans une moindre mesure, la comtesse de Guitaut, dont le contrat de mariage est signé en présence de toute la famille royale.

### Quelques figures marquantes

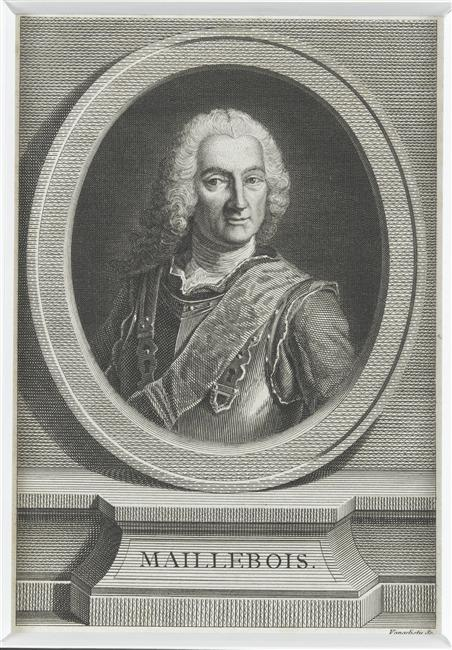
Jean-Baptiste-François Desmarets, marquis de Maillebois (1682-1762)

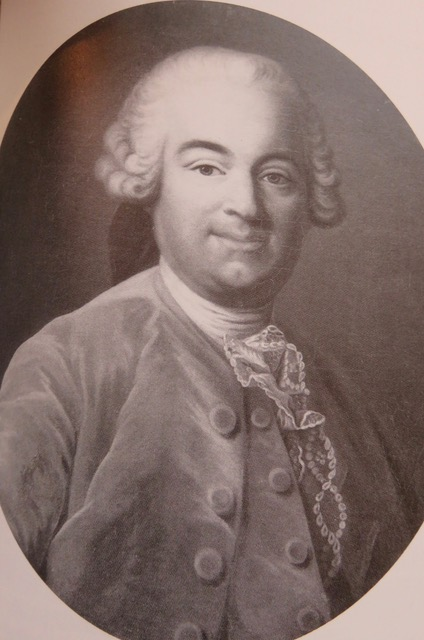
François-Marie Peyrenc de Moras (1718-1771)

Jean-Baptiste Desmarets est le fils de Nicolas Desmarets, marquis de Maillebois, contrôleur général des finances de Louis XIV. Quand il achète Tresneau en 1714, il a 32 ans. Il est marquis de Maillebois et de Blévy, maître de la garde-robe du roi, lieutenant général de la province du Languedoc, brigadier des armées du roi et colonel du régiment de Touraine. Il demeure ordinairement à Paris, rue Saint-Marc, paroisse Saint-Eustache. Il ne sera seigneur de Tresneau que trois ans, de 1714 à 1717. 
François Marie Peyrenc de Moras est le fils d'Abraham Peyrenc, devenu marquis de Moras après s'être enrichi dans la spéculation sur le papier monnaie. Disposant d'une solide fortune, il est d'abord intendant de Riom puis du Hainaut. En 1756, il est nommé contrôleur général des finances puis ministre d'État et secrétaire de la marine en 1757. Vivement critiqué à cause des 42 millions de dettes de son département, il abandonne ses fonctions. Quand sa femme, Marie-Jeanne-Catherine Moreau de Séchelles, achète Tresneau en 1761, il a 43 ans. Un an plus tard, il achète plus près de Paris, le château de Grosbois où il se retire. Tresneau reste leur propriété douze ans durant.  

Louise-Adélaïde Durey de Meinières est la fille de Jean-Baptiste-François Durey de Meinières, président au Parlement de Paris. Elle épouse en juin 1758 Charles-Guillaume de Pechpeyrou-Comminges, comte de Guitaut et marquis d'Époisses. Le comte meurt prématurément de la petite vérole en 1763, laissant deux enfants, Charles-Guillaume-Jean-Baptiste-Louis et Marie-Marc. Au mariage de son fils, la comtesse de Guitaut lui laisse Époisses et achète en 1781 la seigneurie de Tresneau. Elle a alors 40 ans et demeure à Paris, rue Royale. L'hôtel particulier est la propriété de son père, elle le partage avec sa fille et son gendre, Armand de Rémont de Montmort, comte de Dognon, officier des gardes du corps du roi Louis XVI, colonel de cavalerie. C'est avec eux qu'elle a fondé en mai 1778, à Epoisses, une manufacture de bas en coton. Dans ses terres, elle se fait appeler dame des baronnies et seigneuries de Tresneau, la Coudraye, Ardelles, le grand et le petit Vionnay, la Tasse Cordelle, Vimets, Guillandru, Arpentigny, Longueville et la Picotière dans le pays Thimerais. Elle s'habille chez Rose Bertin, marchande de mode de la Reine, à qui elle commande en 1780 une mantille noire, un grand fichu doublé de gaze noire avec fonds uni rayé, une coiffe longue de laine noire, un bonnet noir et un grand voile de veuve. 

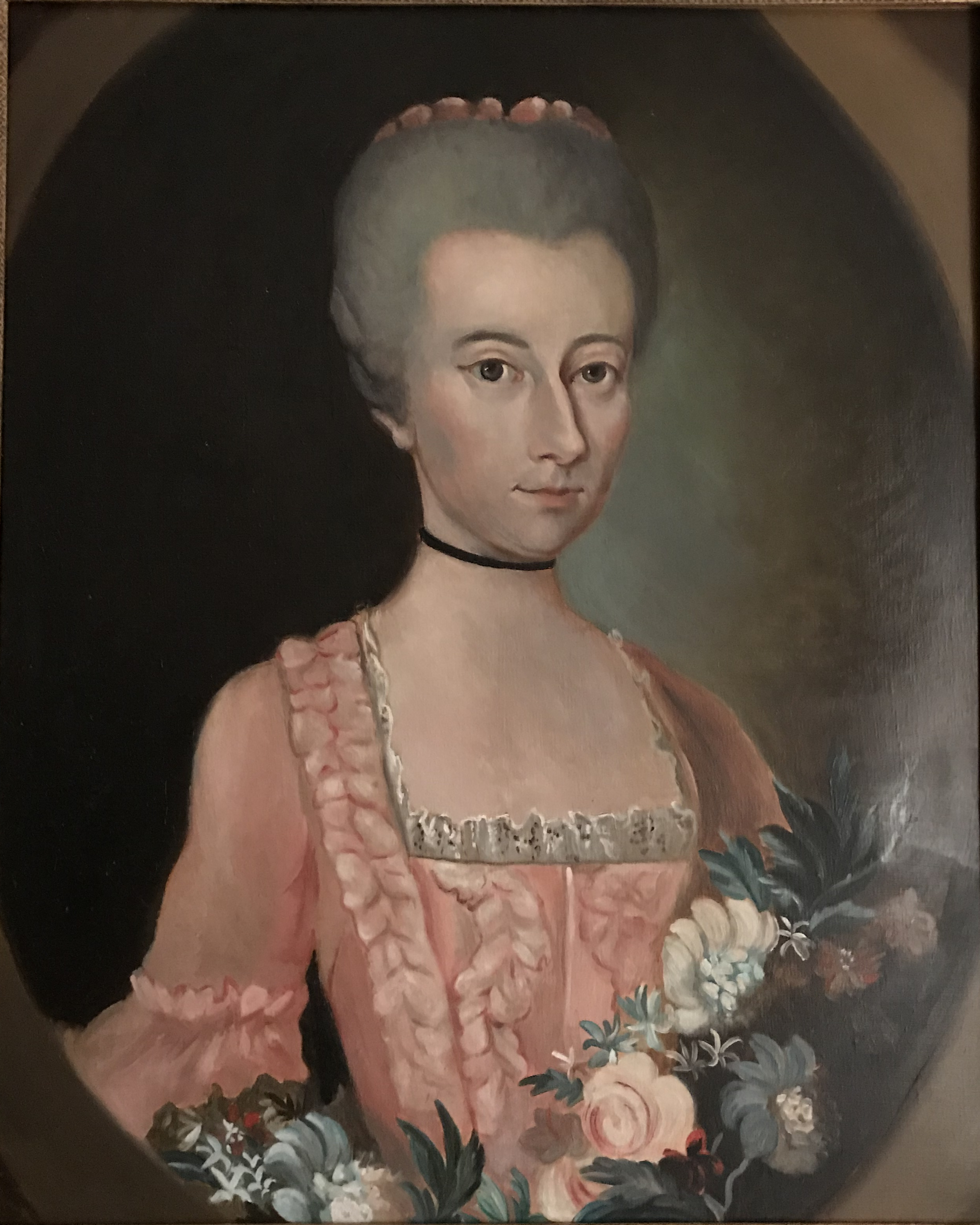
Louise-Adélaïde Durey de Meinières, comtesse de Guitaut (1741-1820).

### Les serviteurs deMmela comtesse de Guitaut
La comtesse de Guitaut a fait bâtir dans les pourtours de son domaine de petites maisons, à l'usage des ouvriers agricoles. Elle a gardé au château, autant par « reconnaissance de ses services que par charité, en raison de son grand âge et de ses infirmités », la nourrice de son fils, la veuve Bauby. Elle dispose d'un fidèle domestique Toussaint qui la suit dans ses déplacements de Paris à Tresneau ou à Époisses. Elle peut également compter sur son régisseur, Charles-François-Simonne Lacroix, qui est à son service depuis 1736 et sur sa femme de chambre, Mlle Mignolette qui l'accompagnera sur les chemins de l'émigration.

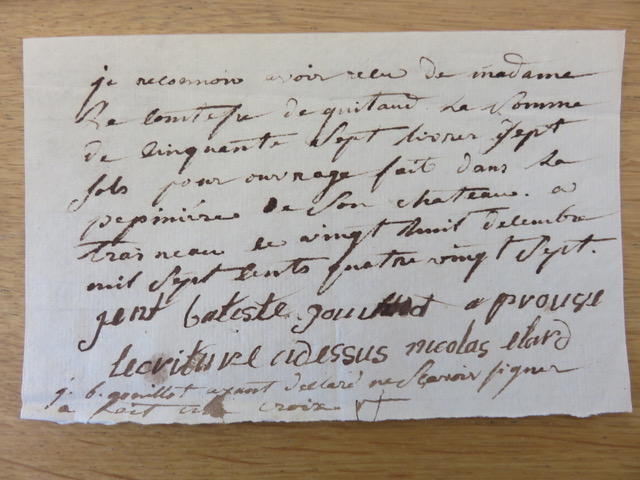
Gages du jardinier Jean-Baptiste Gouillot en 1787.

Les fermiers ont un bail renouvelé tous les neuf ans, comme c'est l'usage. À la ferme du château, rebâtie à neuf, il est de 3 000 livres, payable en trois termes, à Noël, à Pâques et à la Saint Jean-Baptiste. Sur le bail sont consignées  les obligations, les interdictions et les permissions. Ainsi le fermier ne peut faire pâturer ses vaches que dans la partie de la forêt de Châteauneuf dépendant du seigneur, en aucun cas sur le domaine du château. Il a le droit de garder pour lui les mauvaises branches d'arbres fruitiers ou les arbres qui tombent de vétusté ou sous l'effet du vent, à condition d'appeler un homme d'affaires. Il a l'obligation de remplacer les arbres morts par de jeunes plants issus de la pépinière du château. Pour rejoindre la grande route, par la deuxième avenue qui passe près du haha du petit potager, il doit demander au château la clef des barrières pour y passer avec sa voiture et après son passage, refermer les barrières et rapporter la clef.
Le jardinier, quant à lui, est chargé des plantations, des greffes des pommiers à cidre et à couteau ainsi que de l'entretien des allées, des bosquets, des jardins et des bois.  Il tient en état la pépinière du château, moyennant un logement gratuit et un jardin attenant. Mais il ne peut prélever les arbres dans les bois qu'en compagnie d'un garde. Il touche 10 livres par arbre planté dont 7 livres comptant et 3 livres si le plant a pris au bout de l'année.  
Avec le charron, Michel Ménager, la comtesse ne sera pas remerciée de la confiance qu'elle lui a accordée. Quand il est venu s'installer à Tresneau, il lui manquait les fonds pour se construire une maison. La comtesse lui a avancé les fonds contre la promesse qu'elle se rembourserait plus tard sur la vente de sa maison de Saint-Arnoult. Six années ont passé et le charron se vante de n'avoir rien déboursé. La comtesse l'apprend, il est convoqué au château et prié de repartir à Saint-Arnoult ou de s'acquitter de ses dettes. Mais le charron veut plaider. On est en 1790. Le temps joue pour lui à cause de la révolution Française. Non seulement il ne déboursera rien pour la maison qu'il habite mais il agrandira son jardin en achetant le four banal lorsque les biens de la comtesse seront saisis en l'an II.

## Les routes d'accès au château

### Les cartes de la forêt de Châteauneuf

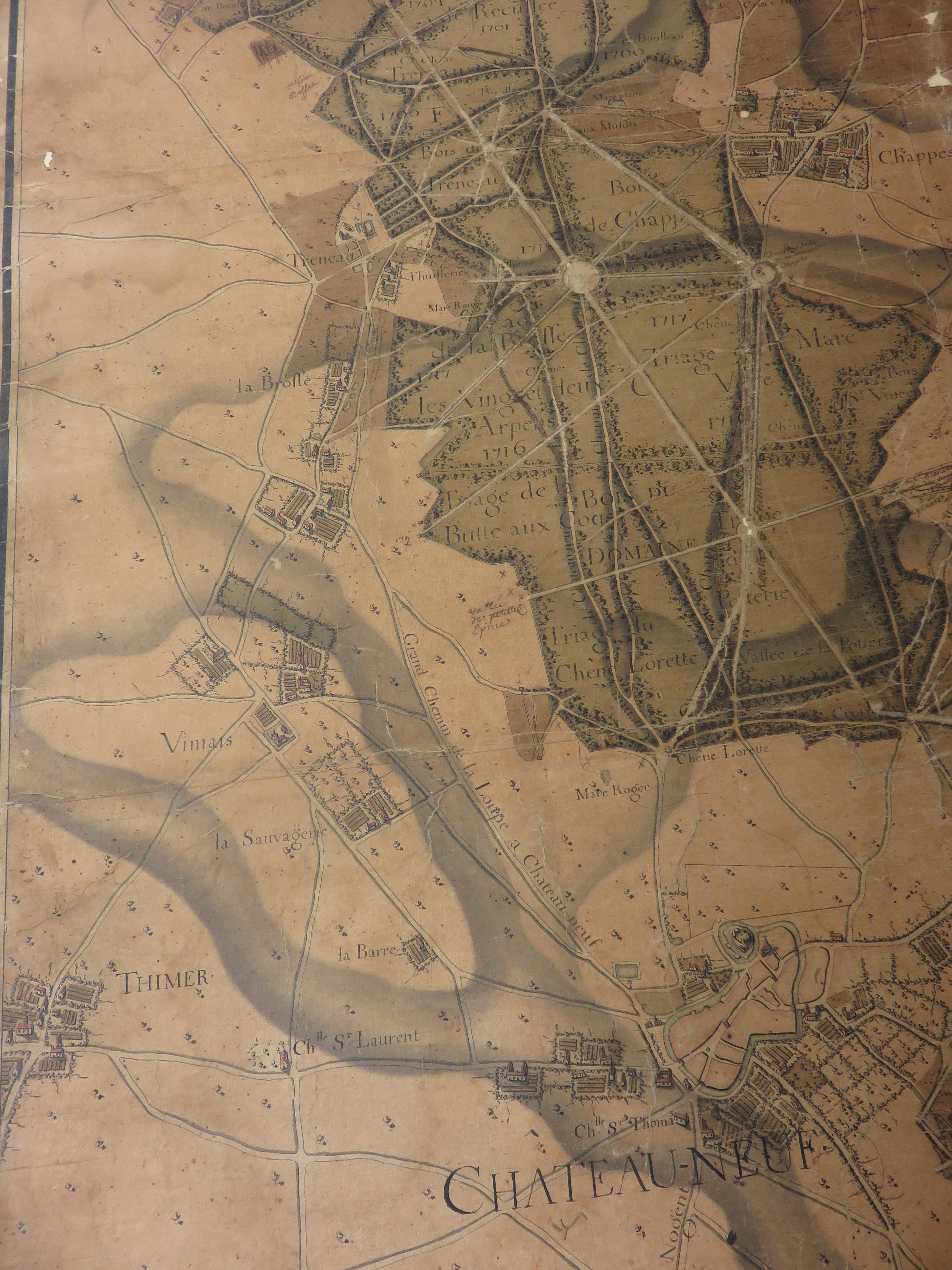
Carte de la forêt de Châteauneuf établie entre 1723 et 1748

Deux cartes générales des forêts et bois dans l'étendue de la maîtrise de Châteauneuf, faites à 20 ans d'intervalle, montrent que le château de Tresneau, un peu à l'écart des routes, a été relié à Châteauneuf, en exécution de l'arrêt du conseil du roi du 4 septembre 1761. Sur le plan, il est marqué que deux routes ont été ouvertes sur le château de Tresneau, l'une tombant sur le rond-point de la route du Chêne de Lorette à Chappe (marquée par les deux bouts 3 et 4), l'autre tombant dans la plaine de la vallée des Petites Epines (marquée 1 et 2). L'ouverture des deux routes qui relient le château à Châteauneuf par la voie royale coïncide avec l'acquisition de la seigneurie par François-Marie Peyrenc de Moras en 1761. Sans nul doute, on peut conclure que l'instigateur en est bien l'ancien ministre de Louis XV. Ces routes assoient son prestige. Par conséquent, l'interprétation de l'Université de Chartres du Temps Libre dans l'ouvrage les noms des lieux en Eure-et-Loir qui s'appuyait sur le sens de « Mo(o)r » (marais) dans les langues nordiques devient caduque. La route de Moras ne tient pas son nom du terrain marécageux qu'elle est censée traverser.

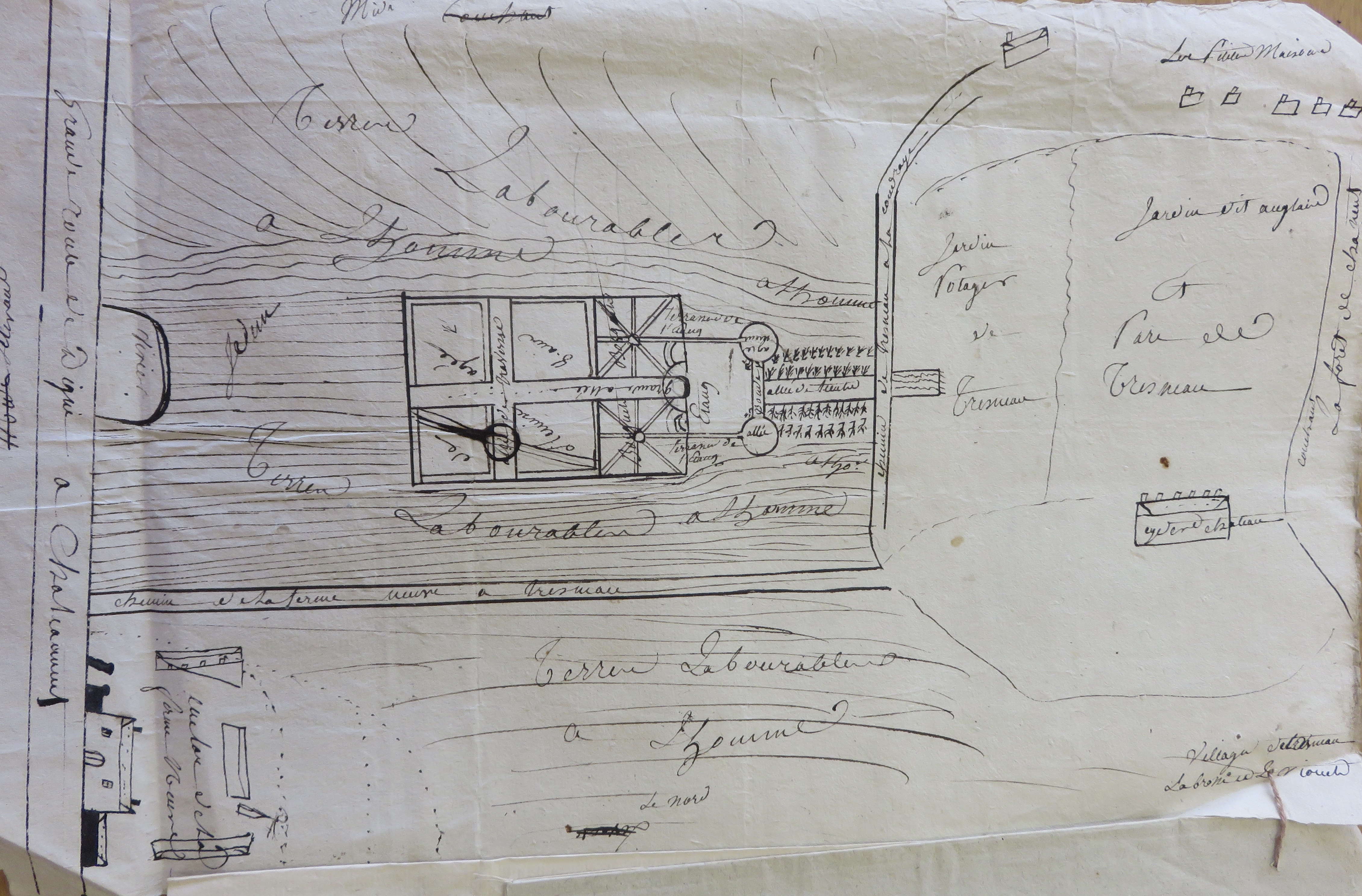
Chemin qui mène de la Ferme Neuve au château de Tresneau (AD28, 1Q400).

Si on peut accéder au château, à partir de Châteauneuf, on peut également le rejoindre, à partir de la route de Paris au Mans, par l'allée seigneuriale bordée de tilleuls. Il suffit de tourner à l'angle de la Ferme Neuve qui fait partie de la seigneurie. Le fermier en est Charles-Benoît Lhomme. Le chemin mène le long des bosquets et de l'étang, directement à l'entrée de la ferme du château, là où se dresse le poteau de justice. Cette allée figure sur le plan de Pontcarré qui suit.

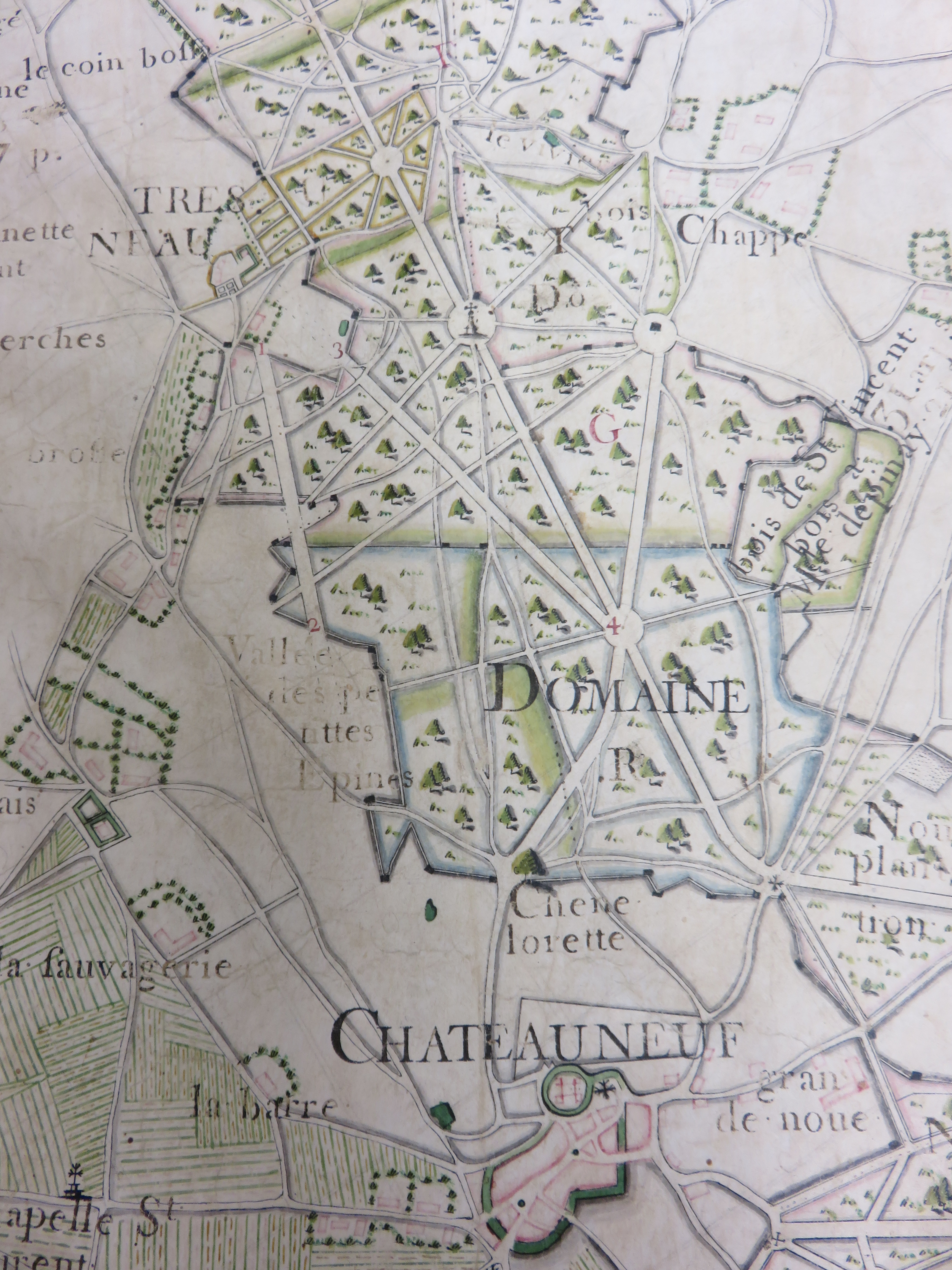
Carte de la forêt de Châteauneuf postérieure à 1761

### Les plans contenus dans les atlas duXVIIIesiècle

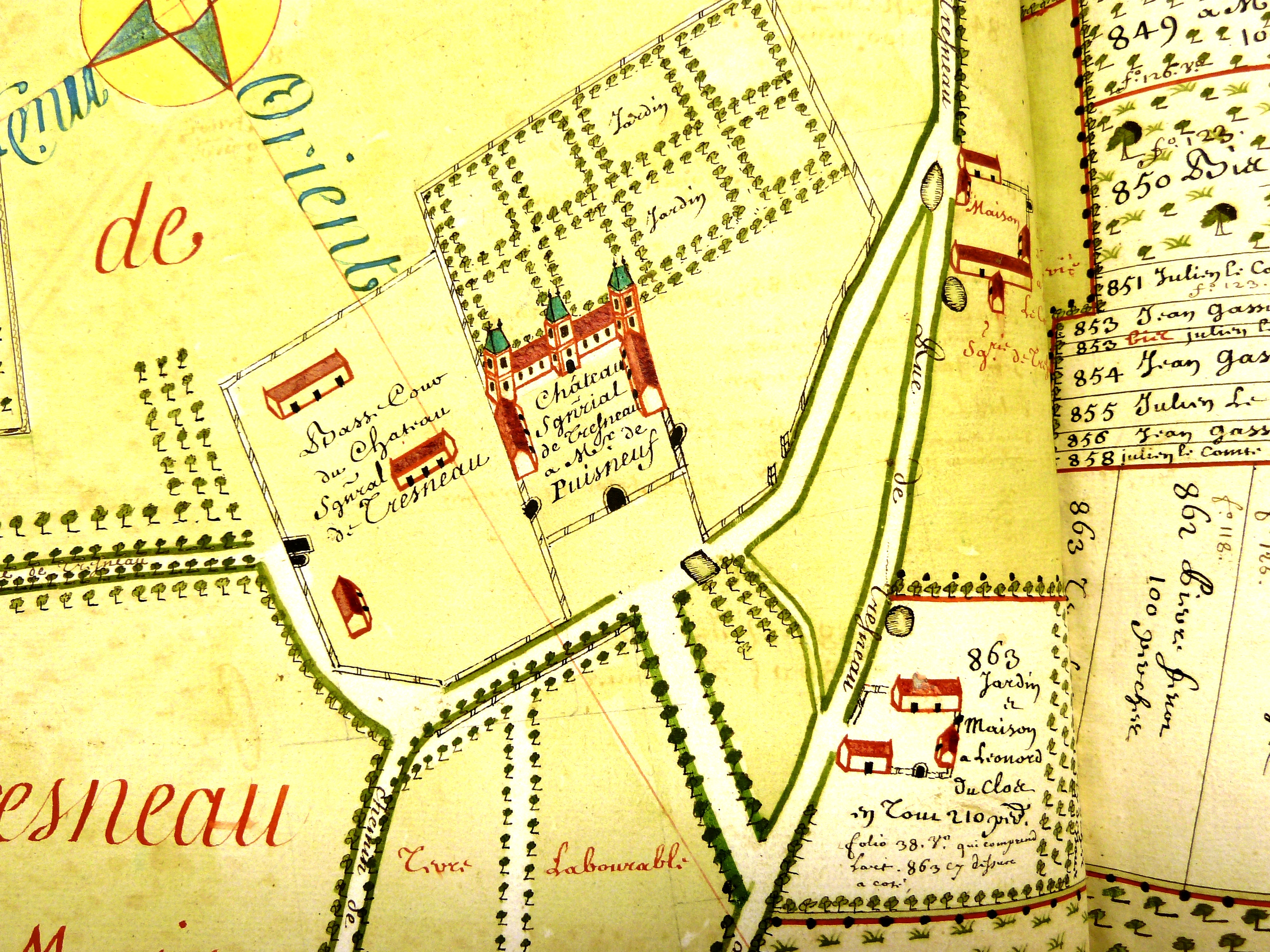
Tresneau sur l'atlas de Pontcarré

L'atlas des plans de la seigneurie d'Arpentigny, Longueville, la Picotière, Hanches (1722-1734), dressé pour le seigneur de Pontcarré, comporte un dessin du château de Tresneau et des allées qui y mènent. C'est alors la propriété de Mme de Puitsneuf, de la famille des Parat. Le château est édifié sur une plate-forme rectangulaire entourée de fossés. On y accède par une passerelle. Il comporte un corps principal en avant-corps, « flanqué de trois tours à trois étages, l'une au centre, les deux autres aux extrémités, celles-ci précédées de deux ailes disposées à angle droit. En avant, une cour entourée de murs, percée de trois entrées communiquant à droite avec les jardins à la française et à gauche avec la basse-cour sur laquelle s'ouvre la porte principale à double baie. Cette porte est précédée de l'avenue seigneuriale bordée d'une double rangée de tilleuls se prolongeant jusqu'au grand chemin de Paris à la Loupe.» Cette description d'un château à deux étages, voire trois dans les tours, s'inscrit en faux avec le dessin un peu naïf.  

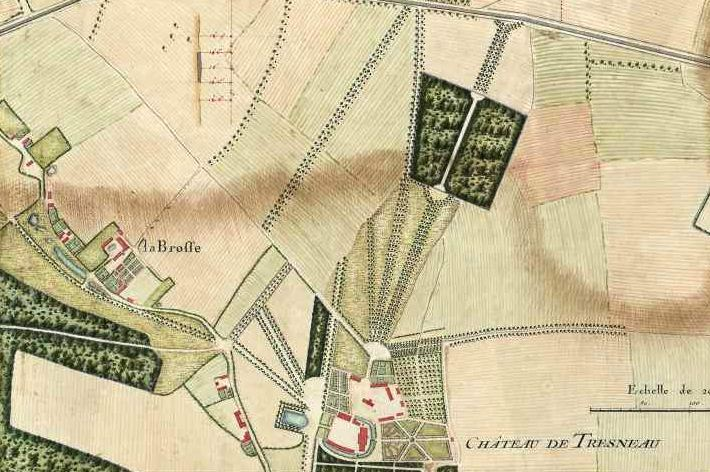
Tresneau sur l'atlas de Trudaine.

L'atlas de Trudaine (1745-1780), légèrement postérieur au précédent, nous donne un autre aperçu du château, avec ses jardins et un parc boisé ainsi qu'une pièce d'eau qui place le château au centre du regard, en venant, cette fois, de la route de Châteauneuf. Parmi les quatre avenues il y a « celle qui conduit de la route du Mans à la principale entrée du château, celle qui conduit de la grande route en passant le long des bosquets et de l'étang, jusqu'au haha du petit potager, celle au-dessus, allant de la grande route à l'allée au milieu des bosquets et la dernière allant à la grille du grand potager.»  

## Le château de Tresneau

### Du manoir au château de la comtesse de Guitaut

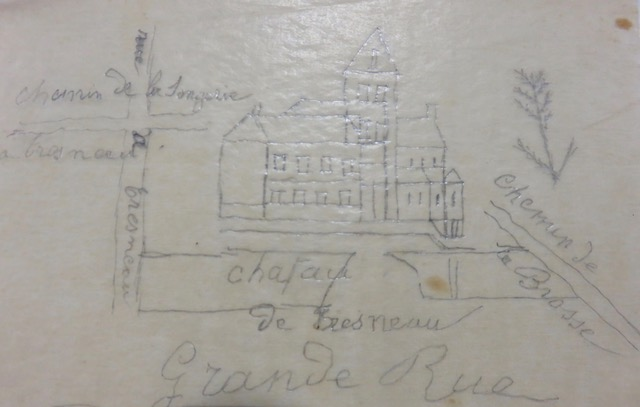
Dessin du château de Tresneau.

Un dessin maladroit réalisé sur papier calque par le maire de Châteauneuf en Thymerais, en 1915, à partir d'un dessin fourni par son adjoint, se veut une reproduction du château. Force est de constater qu'il lui manque les deux pavillons et qu'il n'a qu'une tour. Ce n'est donc pas le château tel que les atlas et les documents du XVIIIe siècle le décrivent mais peut-être l'ancien manoir avec sa tour donjon qui sépare la partie ancienne à droite (dotée de fenêtres en meurtrières et d'une échauguette surplombant les douves) de la partie plus moderne à gauche, dotée de plus larges baies. L'existence d'une chapelle est attestée en 1730 par la célébration du mariage entre Étienne-Alexandre Choppin, conseiller du roi en ses conseils, premier président de la cour des monnaies, et Marie-Corneille Parat de Vareille. L'acte est signé par un parent de la mariée, Théodore-Jacques Parat, docteur en droit civil et canon, prêtre du diocèse de Bourges et seigneur de Tresneau, Ardelles et autres terres. En 1753 a lieu un nouveau mariage, celui qui unit la fille de Jérôme-Louis Parat de Montgeron à Messire Jean-François-Claude Perrin, seigneur de Cypierre et maître des requêtes ordinaires. Le curé qui officie est le curé Viau de Thimert. En 1785, le chapelain de Tresneau est le curé de Saint-Sauveur, en 1788, c'est le vicaire, l'abbé Danlos. En cette même année, meurt au château Dom Joseph Martin, religieux bénédictin de la congrégation de Saint-Maur, conventuel de la maison de Favières, âgé de 58 ans. L'inhumation a lieu en présence du chapelain, des curés de Favières, Saint-Jean et Thimert. Il est attesté que la chapelle privée se situe dans le pavillon de droite, à l'entrée du château et comporte une tribune avec une banquette, six chaises et un tableau de Saint-François. Celle qui se trouve à l'extérieur des fossés est peut-être à l'usage des gens de la comtesse.
Le château a subi des modifications depuis le début du XVIIIe siècle. Il n'a plus trois tours, il est composé d'un avant-corps de 70 pieds de longueur, 24 pieds de profondeur et 36 de hauteur (soit 21 m × 7 m × 10 m) . Les ailes latérales, en très léger retrait par rapport au logis principal, et les sous-ailes sont moins hautes mais mesurent quand même 107 pieds (32 m) de longueur.  La totalité de la façade est de 286 pieds (87 m). Le château consiste en un rez-de-chaussée sur souterrain et caves, un entresol, un premier et un deuxième étage et des combles. Il comporte vingt-trois baies en façade. Il est fait de chaux, sable, briques et cailloux, la façade est ornée de deux plinthes et d'un entablement en briques. Quatre perrons de cinq marches, en pierres taillées de grès, donnent accès aux pièces du rez-de-chaussée. 
La porte principale ouvre sur le vestibule et le grand escalier. À droite, en enfilade, il y a un grand salon boisé et parqueté, avec un pourtour de moulures sculptées, une cheminée avec son chambranle de marbre blanc, puis un salon à musique avec clavecin, piano-forte et harpe, une bibliothèque avec l'Encyclopédie en soixante-quinze volumes, la chambre de Mme du Dognon, avec deux mappemondes sur le secrétaire, une chambre d'enfant, plus trois grands appartements très complets. Dans l'aile, à gauche du vestibule, se trouvent la salle à manger, la chambre de la comtesse avec alcôve et deux tableaux de famille, dont un représentant son père. Dans le cabinet de toilette, le portrait de M. et de Mme du Dognon et la gravure de la malheureuse famille Calas. Attenante à sa chambre, celle de sa femme de chambre, d'autres chambres en entresol, la lingerie et les cuisines auxquelles on accède en descendant un petit escalier. La cuisine contient un four à pain, une cheminée et à côté, un fourneau-potager, un garde-manger, une rôtisserie, une laverie avec sa chaudière à laver au cylindre en cuivre. Ensuite on trouve l'office où mangent les domestiques du château, avec sa fontaine en cuivre. Un réservoir en briques de 13 pieds sur 13 communique l'eau. Un corridor mène aux caves. Au premier étage, un corridor de 246 pieds (74 m) de longueur court sur la façade et dessert neuf appartements comportant chacun une chambre à feu, dotée d'un cabinet de toilette et d'une garde-robe avec la chambre du domestique attenante. Au second étage, la disposition est la même et les chambres plus modestes. Sur les dix chambres, deux servent  de garde-meubles. Le château est considérable. 

### La basse-cour et les extérieurs

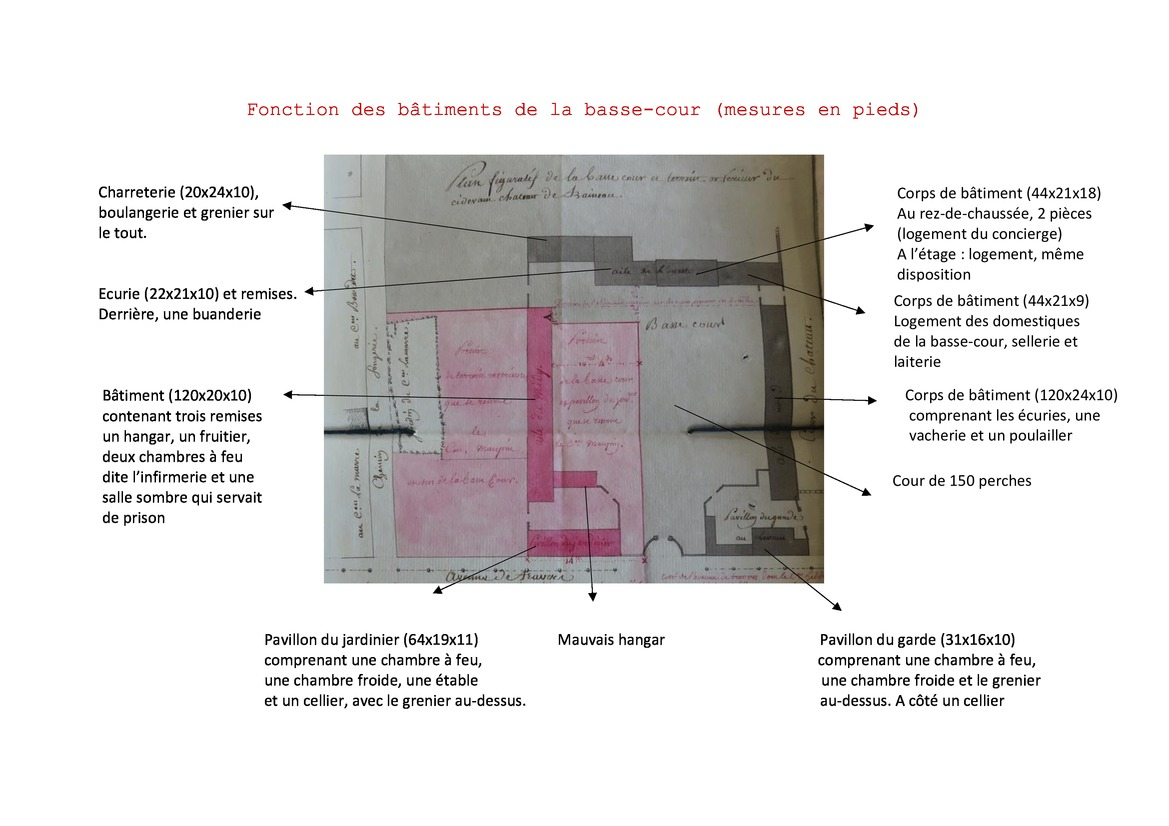
La basse-cour du château.

La basse-cour est également très vaste. Elle comporte les bâtiments d'habitation des domestiques, de quoi loger dix à douze gens d'écurie, les logements du concierge, du jardinier, du régisseur, avec à côté la chambre de la vieille nourrice, mais aussi l'ancienne chambre d'audience, vestige des temps féodaux où le seigneur rendait la justice ainsi que l'ancienne prison et l'infirmerie. Les murs de la salle d'audience sont revêtus d'une tenture de Burat parsemée de fleurs de lys jaunes ; tout y est solennel : le fauteuil en cuir noir et le Christ sur fond de velours noir dans un cadre doré. Les communs comportent une bergerie, une étable, trois écuries pouvant contenir plus de 30 chevaux, un poulailler, une laiterie, un fruitier, une buanderie, une sellerie, beaucoup de remises et de greniers, tant pour le fourrage que pour sécher le linge. Dans la charretterie sont entreposées une calèche, une diligence, une petite diligence pour enfants et une calèche voiture de chasse. 
Le château est séparé de la basse-cour par ses fossés qui ne sont plus en eau mais plantés de pommiers. Par une porte, on accède au parc bien sablé ou au potager doté d'une pièce d'eau en son milieu. Dans les deux extrémités, il y a plusieurs serres: l'une est une orangerie qui renferme en 1792 sept orangers et quatre grenadiers; l'autre, appelée la salle de danse, sert de remise. Les bâtiments en ruines, avant les fossés en saut de loup, sont censés représenter un hameau, une grotte et un ermitage sur un monticule. Le parterre et les vergers en face du château sont traversés par des canaux en maçonnerie. En sortant des potagers, on longe des bosquets et une belle pièce d'eau d'environ quatre arpents, l'étang de Tresneau. 
Le domaine vit en complète autarcie : le potager de 6 arpents produit légumes et fruits, la basse-cour volailles, lait et œufs. Les pommiers poussent partout : dans les fossés, en espalier autour des carrés du potager, le long des avenues, dans différentes pièces de terre. Il y a également un four à chaux et une tuilerie qui produit des briques estimées, beaucoup de chênes dans les bois. Le bois de charpente, les tuiles comme la chaux servent aux réparations. Quant à l'herbe au bord des allées et dans les fossés, elle sert à la nourriture des animaux. Enfin la chasse est étendue et giboyeuse et fournit du gibier qu'on fait porter à Paris.  
En plus de la ferme du château, il y a sept autres fermes. Celle de Tresneau a été rebâtie à neuf, elle est louée 3 000 livres, plus 91 livres de faisances. Les sept autres sont  situées aux alentours: Boishinoux, la Coudraye, Pigalle, Le Grand Vimetz, Longueville, le Poirier Fleury et la Ferme Neuve. La location de ces fermes rapporte à la comtesse une somme de 15 150 livres, plus 586 livres de faisances, à laquelle s'ajoute la location de nombreux lopins de terre à des particuliers. Le total du produit annuel de la terre de Tresneau se monte à 26 312 livres 10 sols.

### Les vestiges aujourd'hui

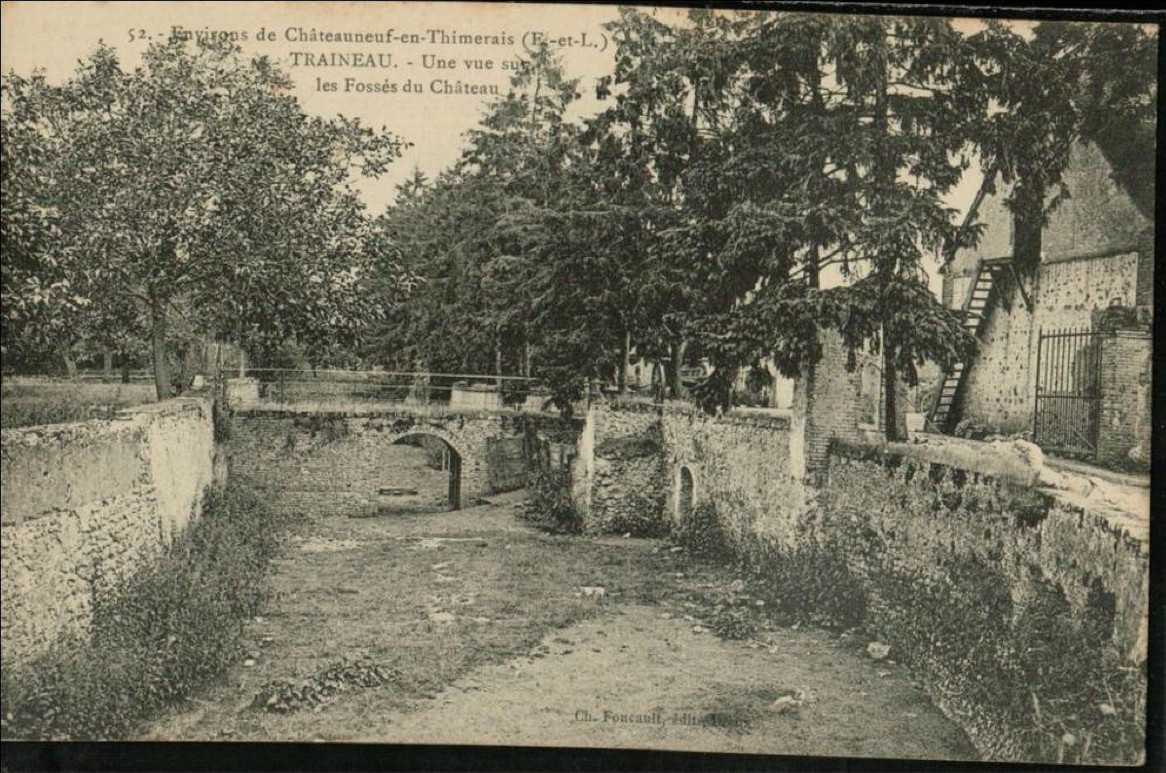
Une vue sur les fossés au début du siècle

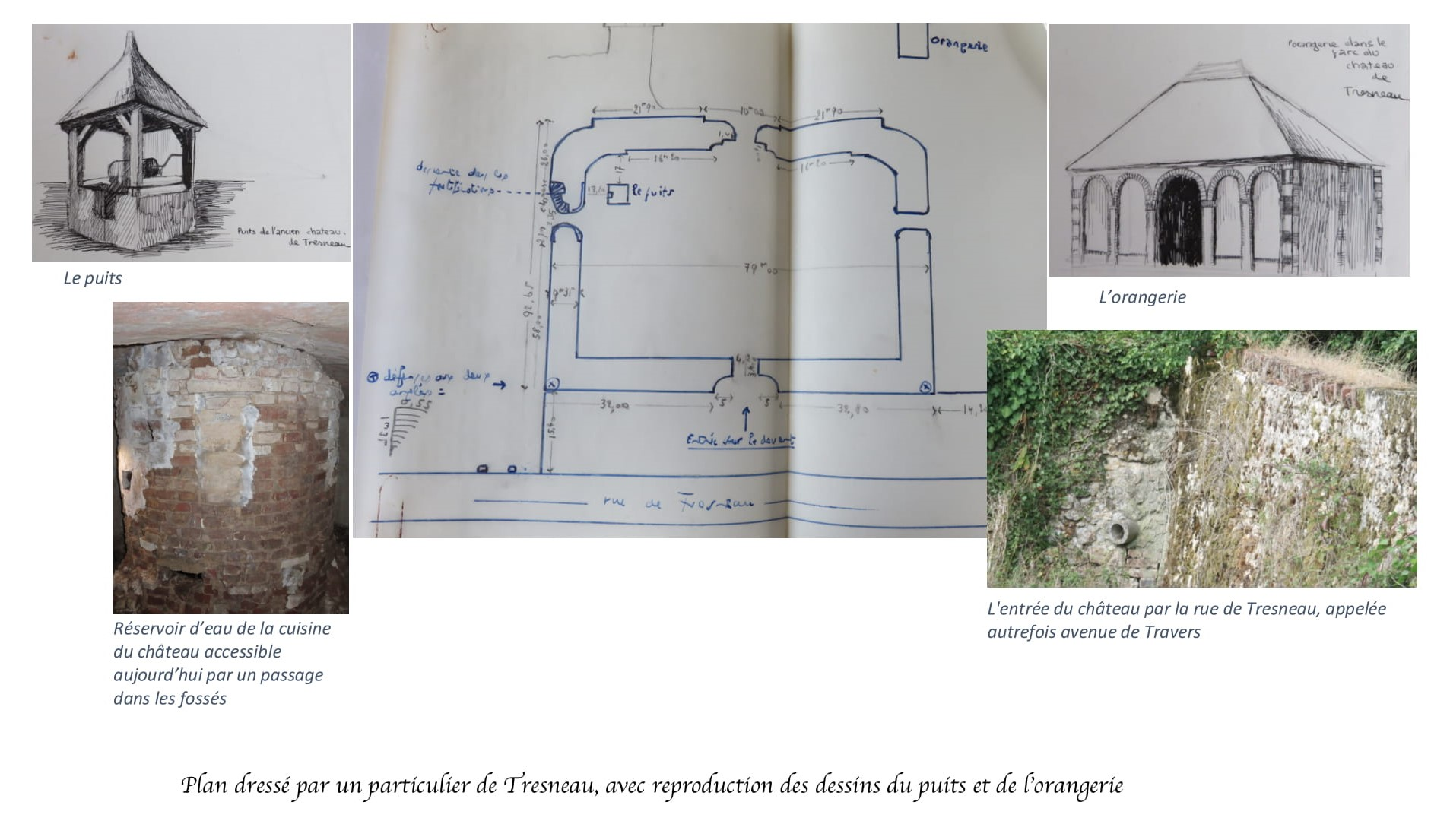
Dessin de l'enceinte du château

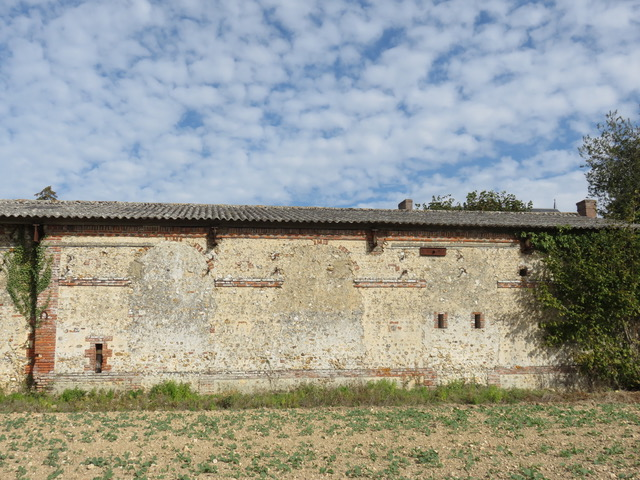
L'ancienne chapelle

En dehors des noms de rues qui rappellent le passé, rue des petites maisons, rue de la Songerie, route forestière de Moras, il subsiste quelques vestiges comme la pièce d'eau qui se trouvait en face de la grille du château disparu. Par contre, l'emplacement de l'entrée de la cour du château n'est plus visible car il est masqué par une maison. Il faut aller jusqu'à la ferme pour longer la section des fossés qui n'ont pas été comblés et que cache aujourd'hui la végétation. Ils étaient nettement plus visibles au début du XXe siècle, comme l'atteste une carte postale de cette époque. Malgré tout, ils recèlent un témoignage précieux: une entrée de souterrain qui conduit à un réservoir d'eau bâti en briques, mentionné dans les inventaires conservés aux Archives d'Eure-et-Loir.        
Un plan dressé par un particulier de Tresneau, à partir d'un document maintenant disparu, montre bien le contour des fossés, percé de deux entrées donnant, l'une sur la basse-cour, l'autre sur le parc, fermées autrefois par une grille ainsi que l'emplacement du puits et de l'orangerie.       
À l'angle des fossés, à l'arrière d'un bâtiment remanié à des fins agricoles, on distingue encore le contour des fenêtres de la chapelle, autrefois en alignement avec le château.

## Le château dans la Révolution

### Les préparatifs de la comtesse de Guitaut
L'agitation gagne les campagnes et si on ne s'attaque pas encore aux personnes, on s'en prend au symbole des privilèges. Ainsi le poteau de justice de la Picotière est arraché sur le chemin de Châteauneuf à Courville. Sur la demande de la comtesse, le notaire, Maître Bauquin, se transporte sur les lieux, fait le constat et se rend, du 2 au 8 juillet 1790, aux divers endroits où se trouvent les poteaux de justice de la comtesse pour en noter l'emplacement. Dès le mois de mars 1790, la comtesse vend plusieurs biens: la ferme, dite le petit château d'Arpentigny, moyennant 30 000 livres, une maison dans le même village et des terres qu'acquiert son concierge, François Besnard, moyennant 4 200 livres. La veuve Gravelle qui lui a versé en 17 839 000 livres contre la garantie d'une rente viagère s'inquiète de ne pas avoir de contrat écrit et se heurte à un silence obstiné qu'elle met sur le compte de leurs divergences d'opinion, qui ont jeté un froid entre elles. La comtesse parvient à convaincre son notaire de recouvrer le cens et les droits seigneuriaux, pour raison de fiefs dépendant de la terre de Tresneau, contre la somme de 5 000 livres. Personne n'est dupe: elle va partir. Effectivement, elle part en janvier 1791, passant par Paris avant de gagner Trèves. Son gendre rejoint l'armée des Princes et devient aide de camp du maréchal de Broglie. De Paris, elle envoie le 30 janvier, une lettre à sa vieille nourrice restée à Tresneau: « Autant que je peux voir, je vous dois 1 200 livres, gardez ma lettre, elle servira de billet…, conservez vous pour nous, ma bonne nourrice. Ma fille, ses enfants, ma bonne et moi, nous vous embrassons de tout notre cœur.»
Le notaire n'a plus qu'à s'expliquer auprès du Directoire du district de Châteauneuf quand il réclame le versement des 5 000 livres que la comtesse lui a soutirées pour des droits féodaux supprimés par la suite. La vieille nourrice produit la lettre envoyée par sa maîtresse pour justifier sa demande de pension, suivie par le régisseur qui a atteint aussi un grand âge, et la veuve Gravelle qui n'a que sa rente viagère comme revenu.        

### La vente des meubles et effets
Les administrateurs du district entendent leurs plaintes ainsi que celles des marchands ou artisans que la comtesse n'a pas eu le temps de régler. Elle a donné la consigne à son régisseur de s'en charger. Ils doivent démêler le vrai du faux et prendre sur le montant des biens vendus pour leur donner satisfaction. Quand le cabaretier de Tresneau réclame 481 livres qui correspondent aux consommations prises par la gendarmerie nationale lors des ventes au château, les administrateurs répondent qu'ils vont s'informer sur le nombre de gendarmes et leur brigade.

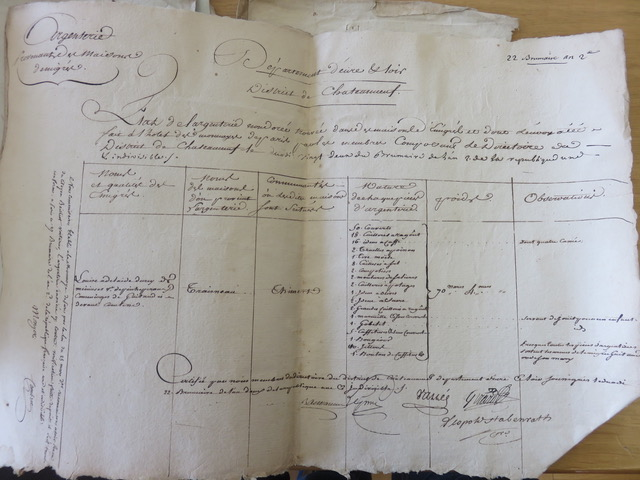
Décompte de l'argenterie au château de Tresneau.

Le contenu du château est donc inventorié, saisi ou vendu par adjudication.

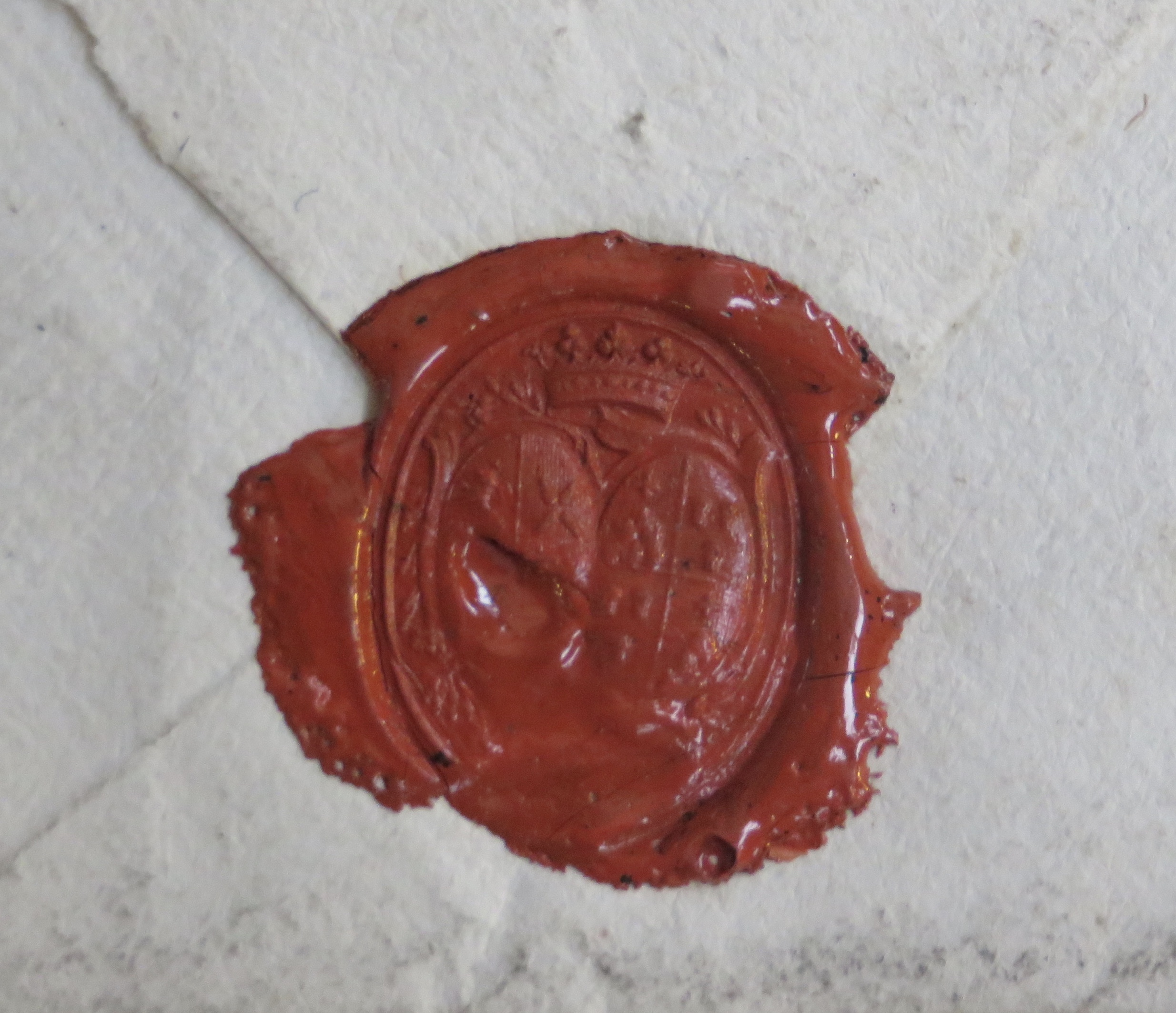
Sceau d'une lettre de la comtesse de Guitaut: armes des Pechpeyrou et Meinières de Bourneville.

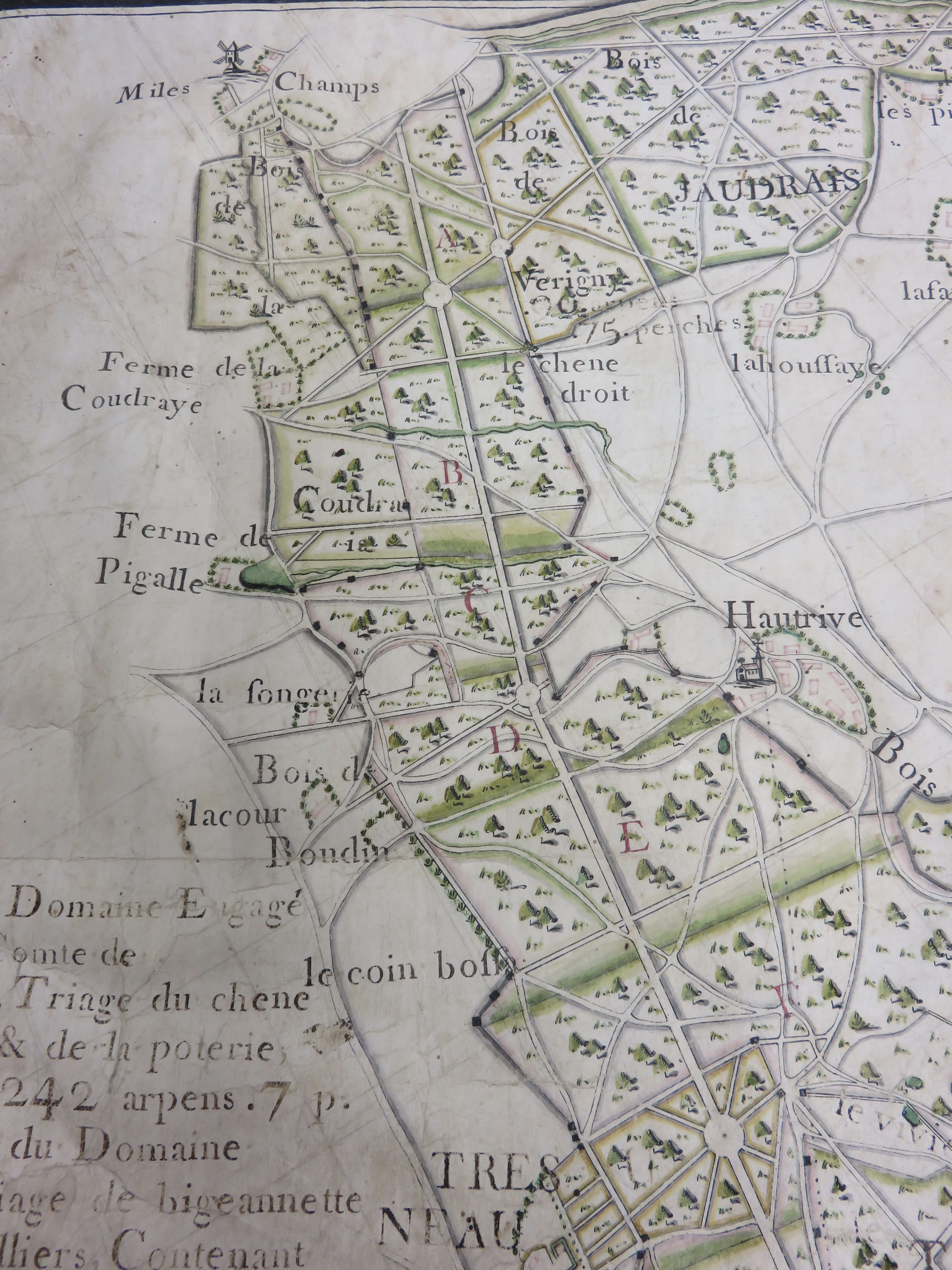
Les fermes proches de Tresneau.

Les meubles et effets de la comtesse sont vendus le 4 novembre 1792. Le peu d'argenterie qui a échappé à cette vente est transporté par le voiturier de Puits-la-Montagne (nouvelle appellation de Châteauneuf), à l'hôtel des Monnaies à Paris. Léopold Stabenrath qui en fait l'inventaire note que les couverts portent presque tous les armes des Guitaut ou Peychpeyrou. Tout le linge de table, les tabliers de cuisine, les torchons, les nappes, les paires de draps, les matelas et couvertures de laine et de lin sont transportés à l'administration de Chartres. La France est en guerre et tout ce qui peut servir doit être réquisitionné. 

### La vente des fermes
Les fermes et terres sont vendues en bien national, les unes après les autres, excepté celle de Boishinoux (Favières) qui a été vendue en 1789, par la comtesse, 40 000 livres, à Jean Courtois, seigneur de Favières
- La ferme de la Coudraye (commune d'Ardelles), adjugée 100 000 francs, en l'an II, à François Gautier, marchand de bois de Senonches
- La ferme de Pigalle, adjugée 20 000 livres, en l'an III, à Jacques Peau, boucher à Puits-la-Montagne.
- La ferme du Grand Vimetz adjugée 69 300 francs, en l'an II, à Marthe-Marie-Madeleine Belliot, femme de Jean-François Loiseau.
- La Ferme Neuve
- La ferme et métairie de Longueville (commune de Thimert) adjugée 101 000 francs, en l'an III, à Louise Michon, veuve Touraille, de Thimert.
- La ferme du Poirier Fleury (Thimert)

Charles-Benoît Lhomme qui exploite la Ferme Neuve aimerait obtenir le bail de la ferme de Tresneau en 1793 mais on lui oppose un véto du fait que le domaine va être vendu. Il se rabat sur l'achat de terres ayant appartenu à Mme de Guitaut.

### La dégradation du château
Quant au château, il se dégrade, servant successivement de caserne pour les troupes, de prison et de magasin de grain. 
À la fin de la Terreur, en juillet 1795, y sont emprisonnés les sans-culottes de Châteauneuf, responsables de la mort par la guillotine de douze notables, dont Léopold Stabenrath, le secrétaire du district, à l'origine de  l'inventaire du château. Le 23 vendémiaire an IV, André Martin, de la Ferté-Vidame, est mandaté pour effectuer la visite du château afin de déterminer quelles pièces conviendraient pour entreposer le blé. Au rez-de-chaussée, sept pièces peuvent convenir, quelques autres au premier étage, à condition que la toiture soit instamment réparée. Le 6 prairial an IV, on procède à l'estimation du domaine de Tresneau sur la base des revenus de 1790 car la décision est prise de le vendre. Les 27, 28 et 29 germinal an V, on note les dégâts occasionnés par les troupes, les prisonniers et sans nul doute les pilleurs. La majeure partie des parquets est endommagée, les serrures manquent aux portes, les cloisons sont brisées, les appuis de lucarne en plomb ont été retirés et la toiture en ardoises est en mauvais état. Les extérieurs, négligés trop longtemps, montrent le même état d'abandon.  

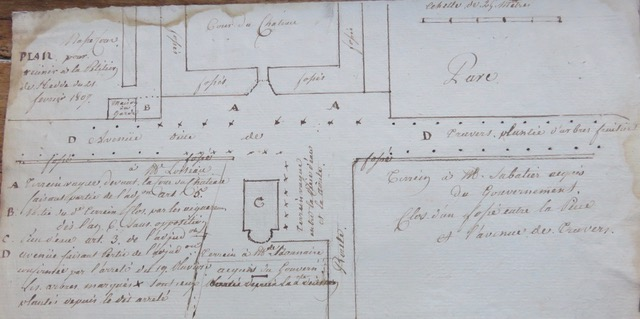
Plan du devant du château

L'adjudication du château a lieu le 25 messidor an V. Il est stipulé que le terrain vague en face de la grande cour ne pourra être clos puisque la pièce d'eau sert d'abreuvoir et est nécessaire à l'usage public. Le château est adjugé au quatrième feu au profit de Charles-Théodore Maupin, moyennant la somme de 52 600 francs. Le nouveau propriétaire s'empresse d'en faire détruire les pavillons à chaque extrémité.

## La période post-révolutionnaire

### Le démembrement et la démolition du château

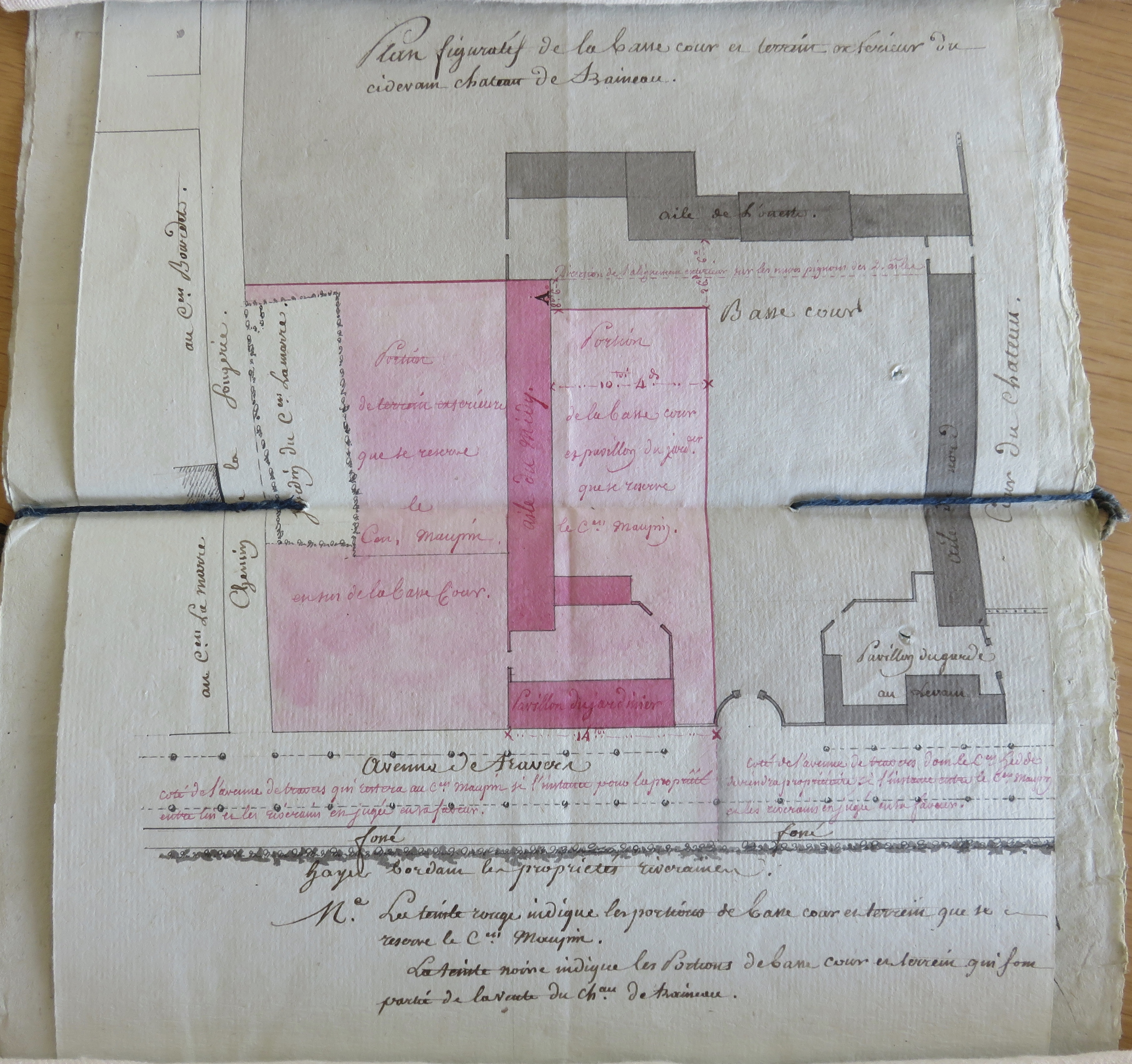
Plan de la basse-cour divisée en deux lots

Le nouveau propriétaire coupe la basse-cour en deux, se réservant la partie située au sud (marquée en rouge sur le plan) et vendant, moyennant la somme de 15 800 francs, l'autre partie au citoyen Barthélémy Hedde, propriétaire demeurant au Grand Montreuil, près de Versailles. Les matériaux provenant de la démolition des pavillons, entreposés dans la cour du château, doivent servir à l'édification du mur de séparation entre les deux parties de la basse-cour. Ce mur doit rejoindre la demi-lune; le reste des gravats sera enfoui mais les immondices resteront tels quels dans le parc. Une terrasse sera faite à ses frais, à gauche du château et mise dans le même état que celle de droite. À Barthélémy Hedde échoient le fournil, le bûcher, la grande remise, la buanderie derrière, l'écurie à deux rangs, le logement du fermier, la laiterie et deux pièces attenantes. Une partie est revendue au général Bonnamy  qui l'habite en l'an XI. Qui est le général Bonnamy de Bellefontaine? Un militaire intrépide qui s'engage dans le premier bataillon volontaire de la Vendée et qui est de toutes les batailles: Valmy, Namur, Nerwinde, Mayence, Marengo en 1800. Accusé d'avoir pris part avec son chef, le général Championnet, à des faits de corruption et de vol à Naples, il tombe en disgrâce. La raison de son séjour à Tresneau alors qu'il est sur le chemin de sa Vendée natale reste inconnue. En 1811, il regagne l'armée napoléonienne et s'illustre à la campagne de Russie. Laissé pour mort à la Moskowa, percé de vingt-trois coups de baïonnette, il reste prisonnier vingt-deux mois en Russie mais finit par rejoindre la France en 1814  

### Le retour de la comtesse de Guitaut
La comtesse de Guitaut, elle aussi, finit par revenir en France. Dans les premiers mois de 1800 s'effectue une rentrée massive des émigrés qui tentent de sauver ce qui peut encore l'être de leur fortune et de leurs biens. Rayée de la liste des émigrés par arrêté du 12 messidor an IX et ayant fait promesse de fidélité à la constitution, elle est autorisée, le 7 frimaire an X, à retrouver la jouissance de ses biens non vendus. Elle revient vivre à Châteauneuf et s'enquiert des biens qui lui restent. À la veuve Gravelle, en procès contre Maupin pour avoir accaparé indûment quelques parcelles de terre et la récolte des pommiers, elle réclame des quittances prouvant ses achats. Cette dernière se voit obligée de s'adresser au préfet. La comtesse se renseigne auprès des habitants de Tresneau qui lui assurent que les arbres fruitiers à l'extérieur du château lui reviennent. Elle fait alors apposer, sur la maison de son ancienne jardinière, Marie-Jeanne Garnier, une affiche qui annonce la vente de ses pommes. Le citoyen Maupin s'insurge et affirme que les 83 arbres fruitiers formant l'allée de la vigne lui appartiennent, même si le procès est en cours.  
Force est de constater que tout ou presque tout a été vendu : les fermes, le château, la tuilerie, le four banal, les lopins de terre, les petites maisons du village mais aussi une maison plus cossue, située près de la pépinière, acquise par Canet, menuisier à Châteauneuf. Celle-ci baptisée «le petit château» a été bâtie sur l'ordre de la comtesse pour loger son chapelain. Sur les actes, elle est dénommée «le soi-disant» presbytère.   

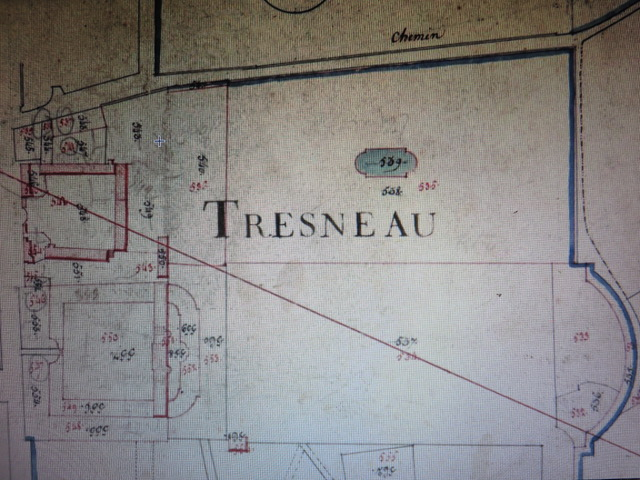
Sur le cadastre napoléonien de 1819 ne figure plus que l'emplacement du château.

Le château est démoli, le cadastre napoléonien ne mentionne déjà plus que son emplacement. Mme de Guitaut meurt le 19 mai 1820, à 4 heures du matin. C'est le mari de sa petite-fille, le baron de Bissy qui en fait la déclaration. Un article nécrologique paraît dans le journal conservateur, Le Drapeau blanc, dont la devise est « Vive le roi... quand même » : « Mme la comtesse Pechpeyrou-Comminges de Guitaut vient de mourir à Châteauneuf (en Thimerais) , dans la 80e année de son âge. Née de M. le Président de Meinières, si recherché pour son érudition, sa modestie et l'aménité de ses mœurs, par tout ce que la cour et la ville offraient de plus éminent dans la littérature et la saine philosophie, elle joignait à une instruction solide la grâce et les inspirations d'un esprit vif et fécond que donne seule la nature et dont elle l'avait abondamment pourvue. Tant d'avantages, rehaussés d'une belle fortune, lui offrirent en vain dans le grand monde les plus brillants succès. Restée veuve à vingt ans, et retirée dans le château de ses enfants, elle consacra son existence et ses biens à leur éducation et au rétablissement de leur fortune, que les guerres avaient singulièrement dérangée, car alors on achetait chèrement la gloire de servir son Roi. La révolution n'a détruit qu'en partie cet ouvrage de sa sagesse, et son fils n'est pas réduit à glaner dans le champ paternel. Moins heureuse pour elle-même, une terre considérable auprès de Châteauneuf, qui composait toute sa fortune et autour de laquelle elle avait construit, pour les épaves de son domaine, des habitations saines et commodes , n'a pu offrir ni asile ni ressources à sa vieillesse; la terre a été vendue et le château démoli. C'est cependant aux portes de cette terre qu'elle avait établi sa résidence, probablement pour se consoler du bien qu'elle ne pouvait plus faire par le spectacle de celui qu'elle avait fait dans les temps plus heureux. Elle est morte dans les bras de Mme la baronne de Bissy, sa petite-fille, et de son mari, qui ont constamment partagé sa retraite, environnée des regrets des habitants et de cette vénération qu'inspirent de hautes vertus et de touchants souvenirs. Elle laisse à sa famille l'exemple et le glorieux héritage d'une vie sans tache, d'une véritable piété  et d'un attachement sans bornes à la dynastie légitime. En la faisant survivre, contre l'ordre de la nature, à Mgr le duc de Berry, la Providence a permis qu'on lui laisse ignorer cet événement, et du moins elle n'a pas eu la douleur d'emporter dans la tombe d'aussi tristes regrets.»
La comtesse ne connaîtra pas non plus la naissance de son arrière-petite-fille, Marie-Frédérique-Louise de Bissy, survenue le 23 octobre 1820, ni un an plus tard, le décès de la jeune maman, sa petite-fille, Marie de Rémond de Montmort du Dognon, survenu à l'âge de 33 ans. Les terres de Tresneau continuent de passer de main en main au XIXe siècle, appartenant successivement à Charles-Henri le Brun, notaire à Paris, Jean-Baptiste Jarry, marchand de vins à Paris puis Germain Maudemain et M. de La Pérelle, tous deux propriétaires terriens.